# بنفشه سگ‌دندان
بنفشه سگ‌دندان (نام علمی: Erythronium) نام یک سرده از گیاهان است. گیاه پیازداری است که دارای دو برگ متقابل است. گل‌های آن درشت و واژگون با قطعات گلپوش برگشته به سمت بالا و دارای قاعده‌ای زنگوله‌ای شکل هستند. میوهٔ آن نیز پوشینه چنددانه است. این جنس در حدود ۲۵ گونه در اروپا، نواحی معتدل آسیا و آمریکای شمالی دارد. در ایران فقط یک گونه از آن به نام گل سگ‌دندان (نام علمی: Erythronium caucasicum) یافت می‌شود.

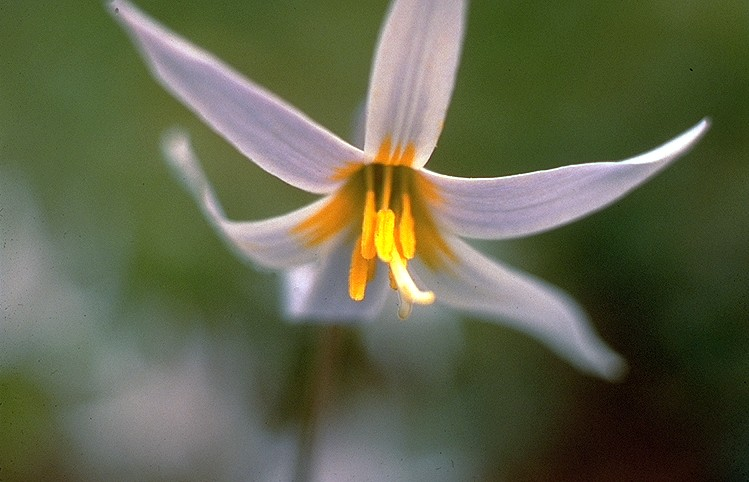
Erythronium albidum
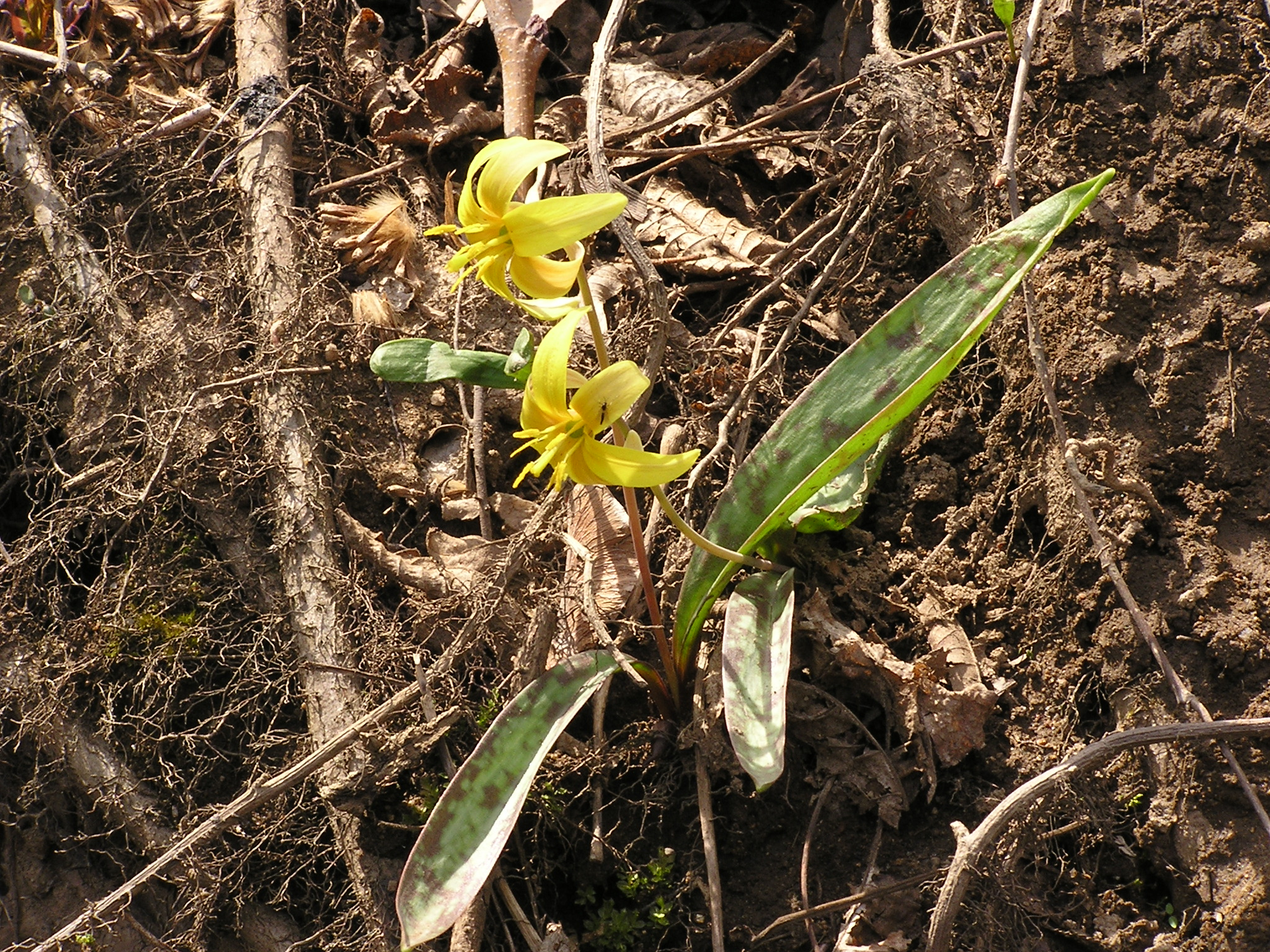
Erythronium americanum
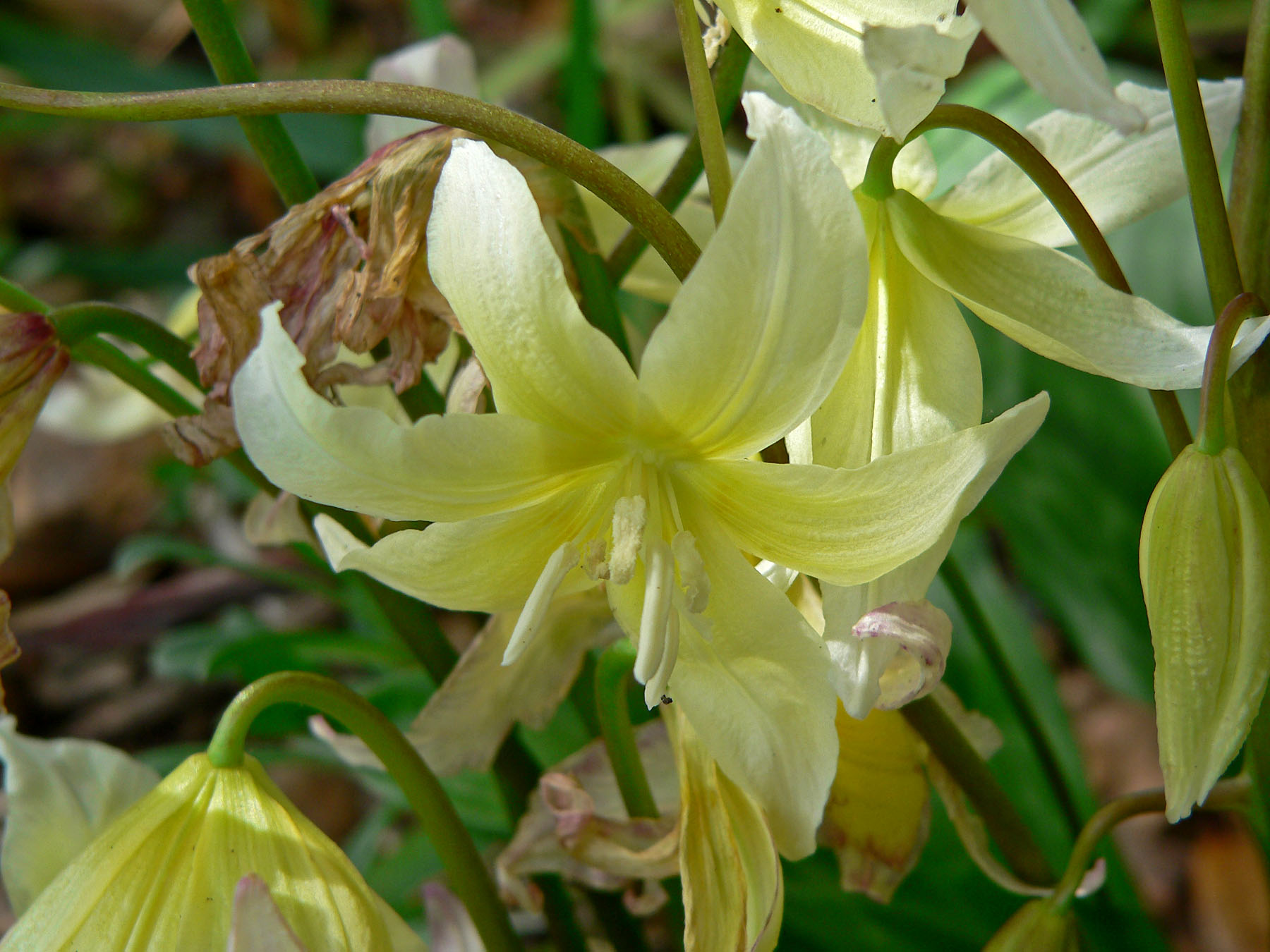
Erythronium californicum
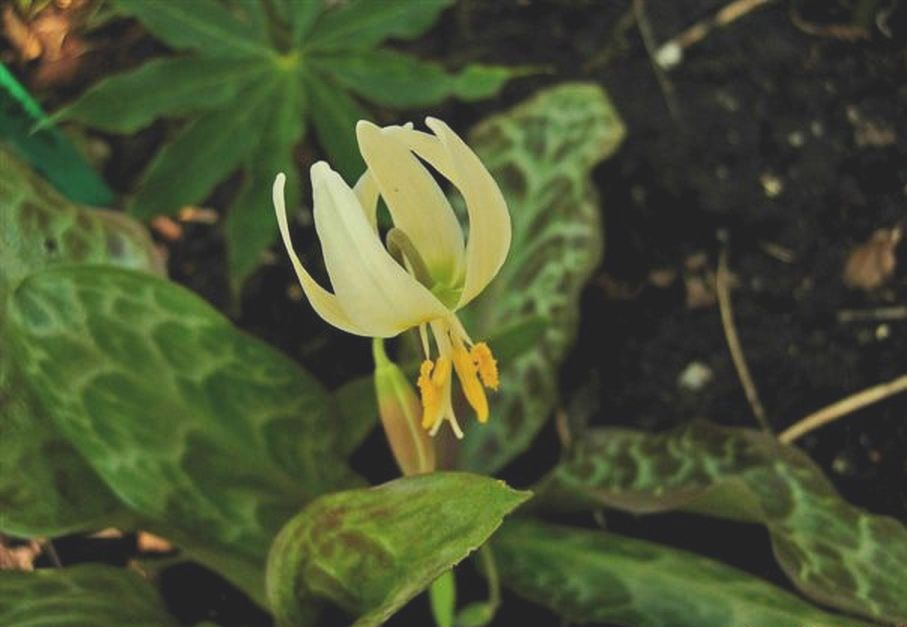
Erythronium citrinum
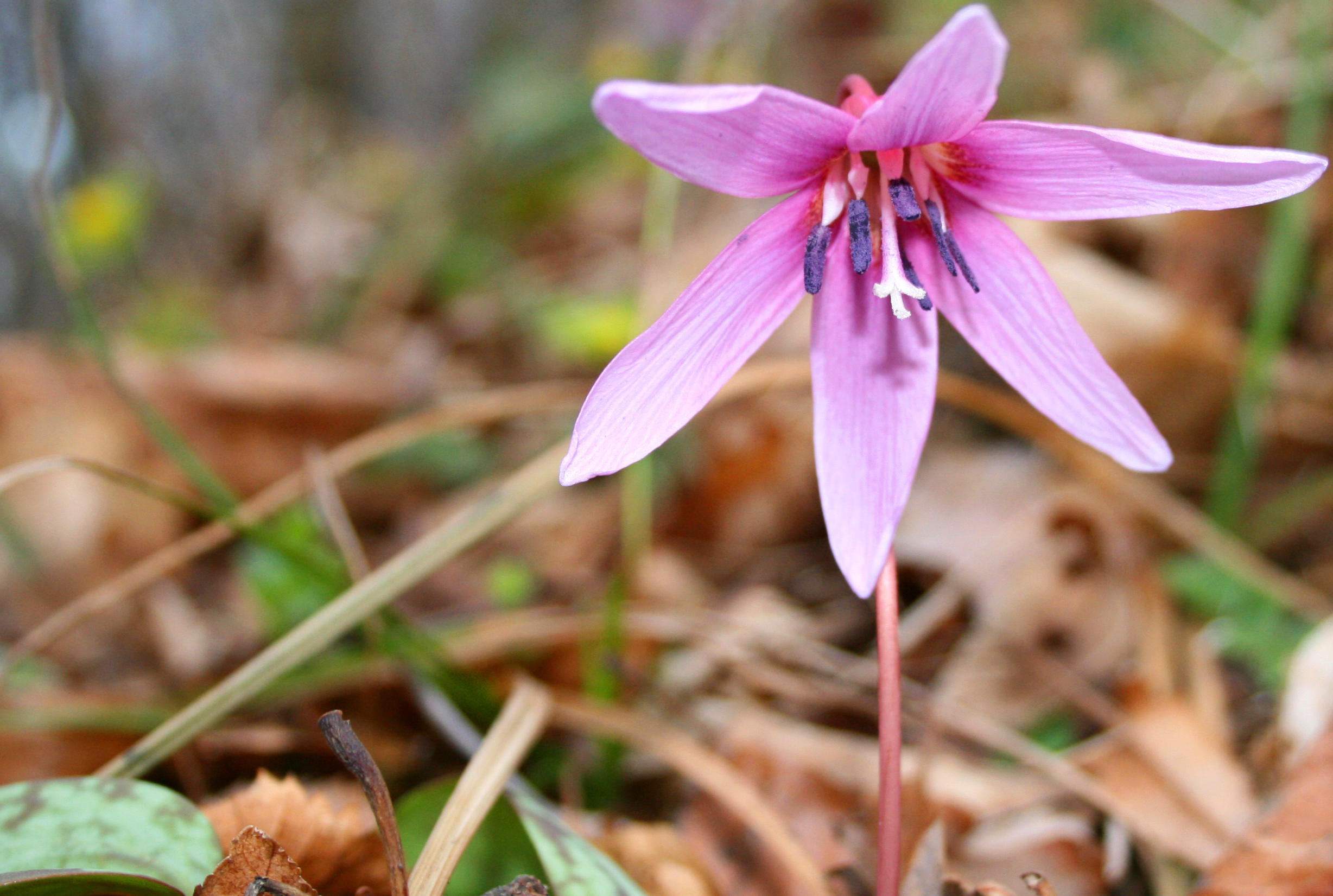
Erythronium dens-canis
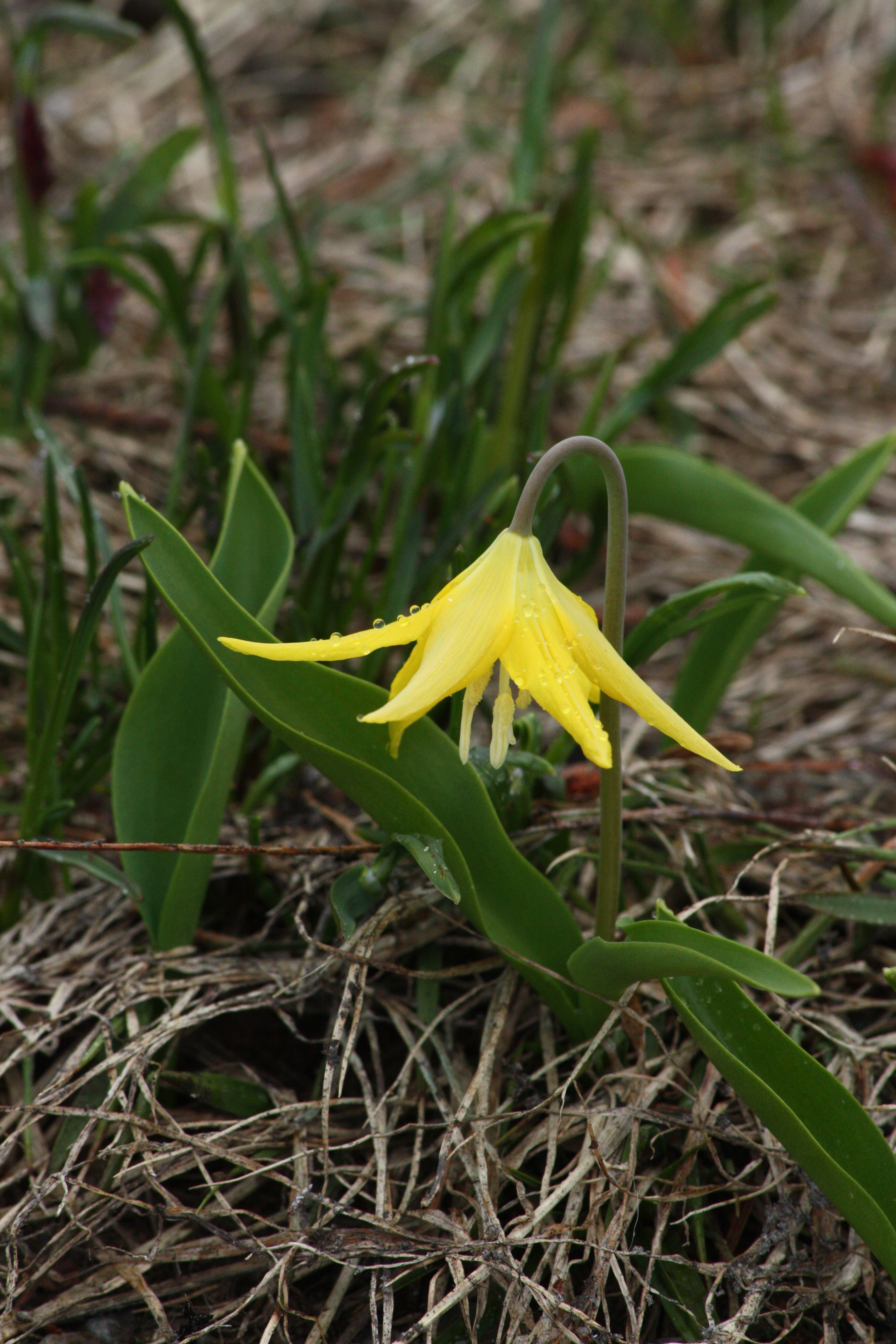
Erythronium grandiflorum
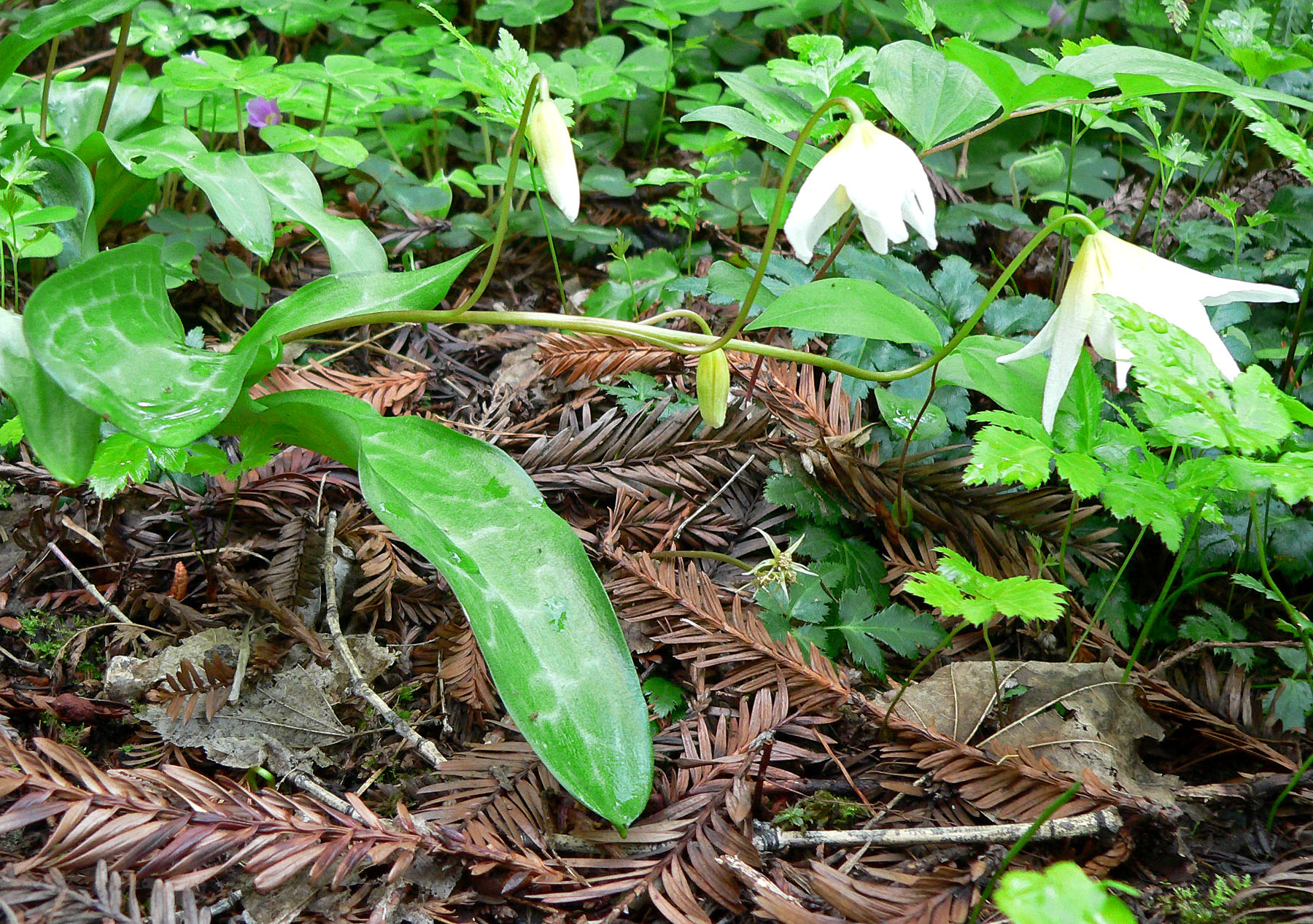
Erythronium helenae
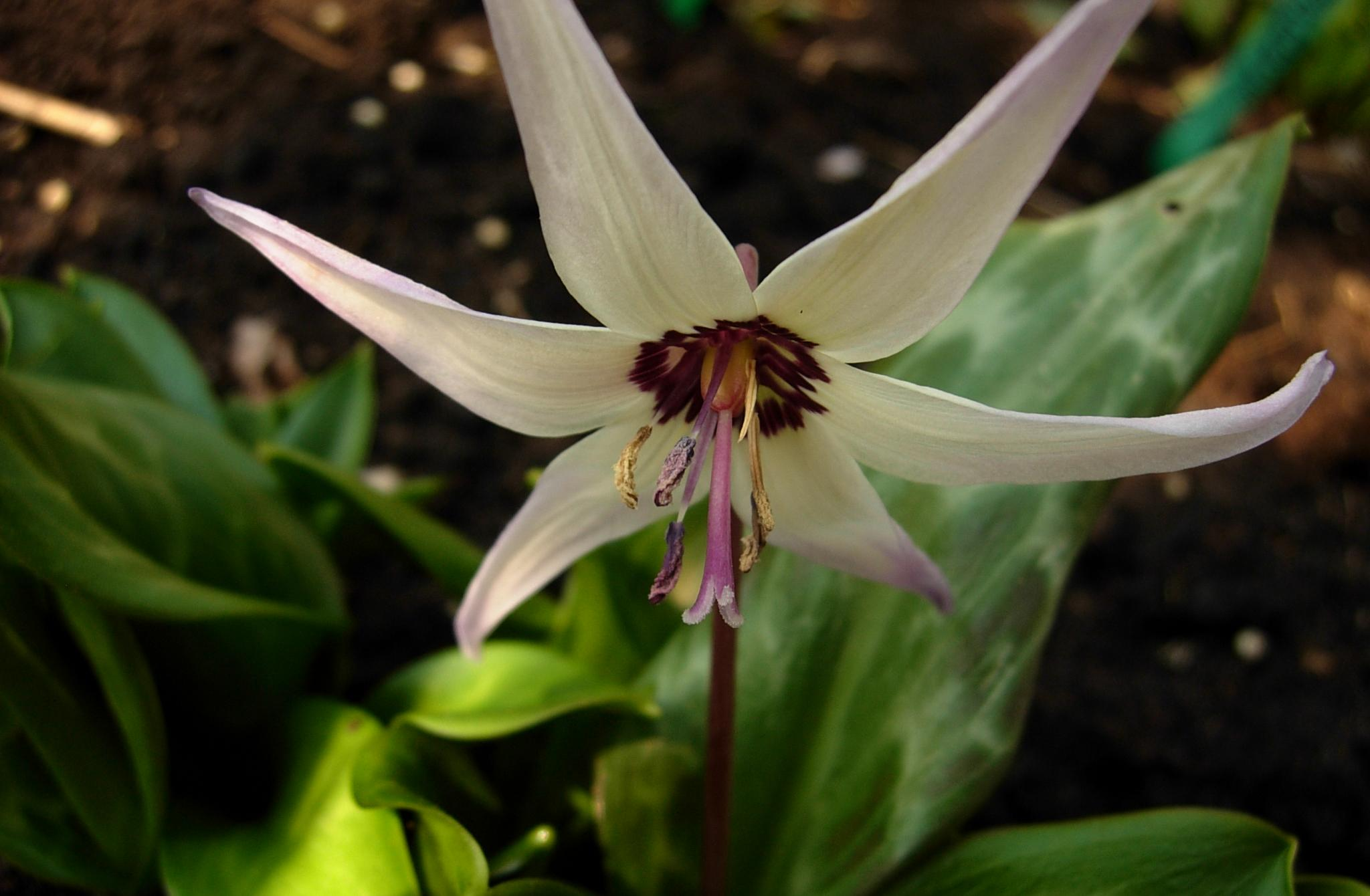
Erythronium hendersonii
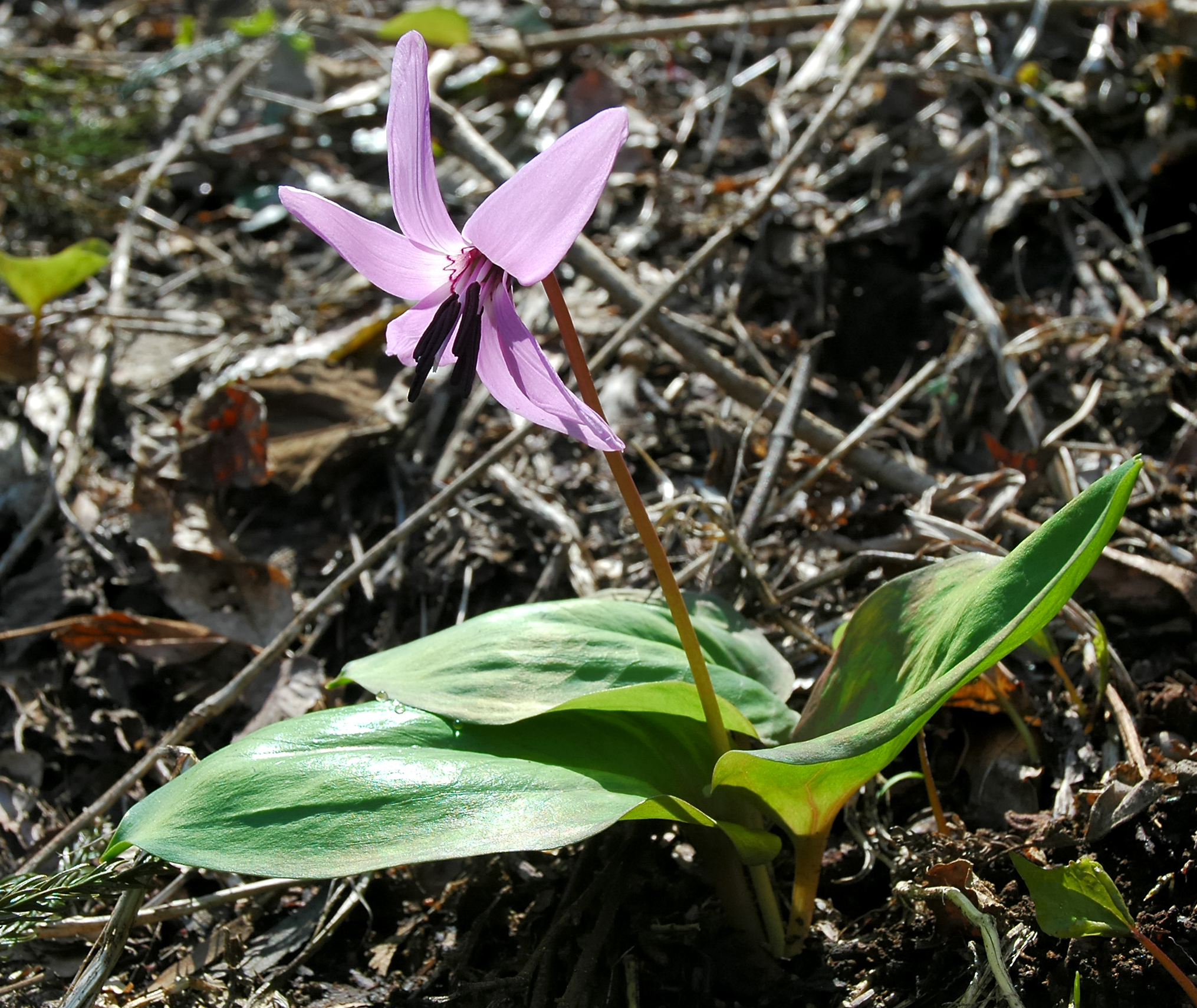
Erythronium japonicum
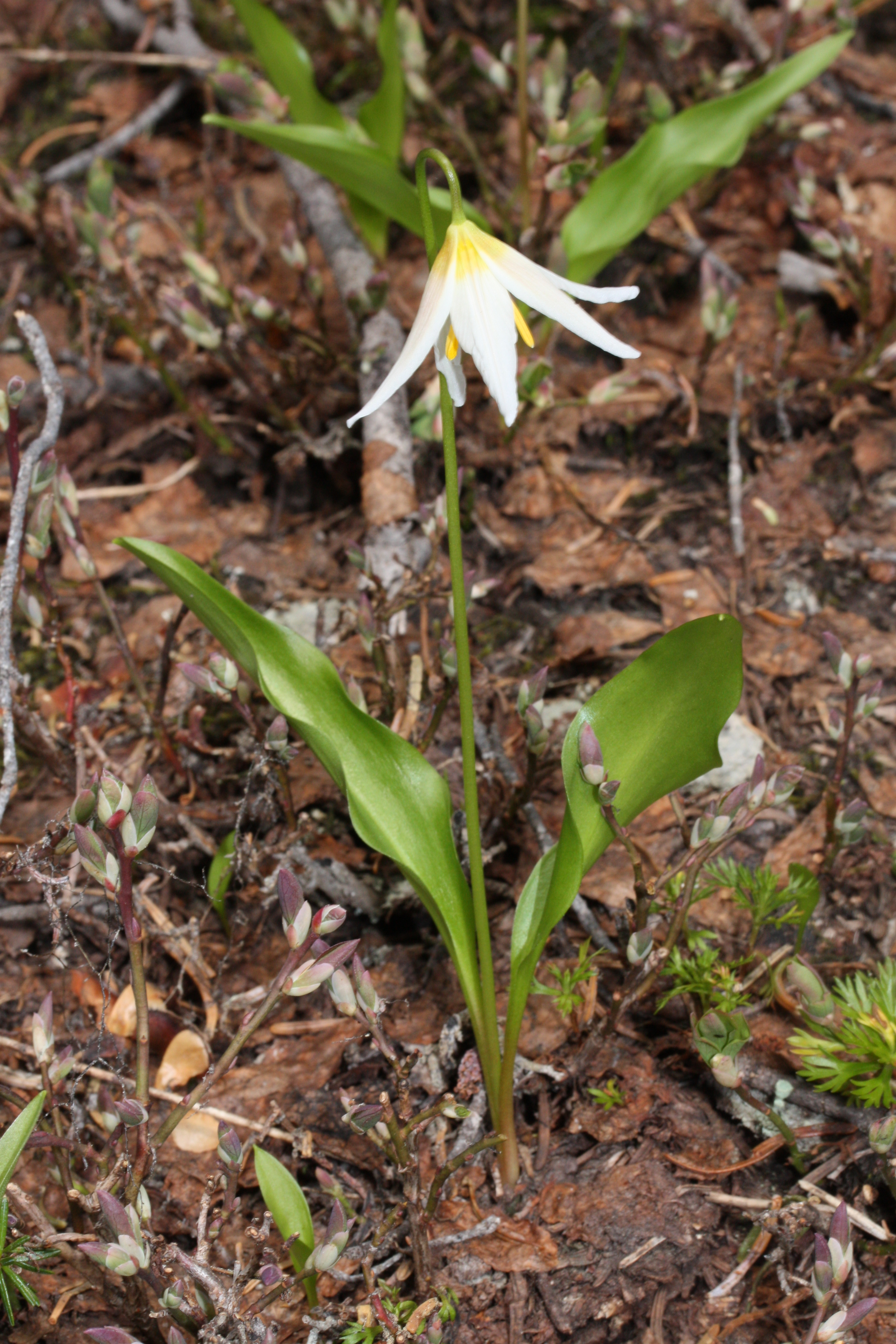
Erythronium montanum
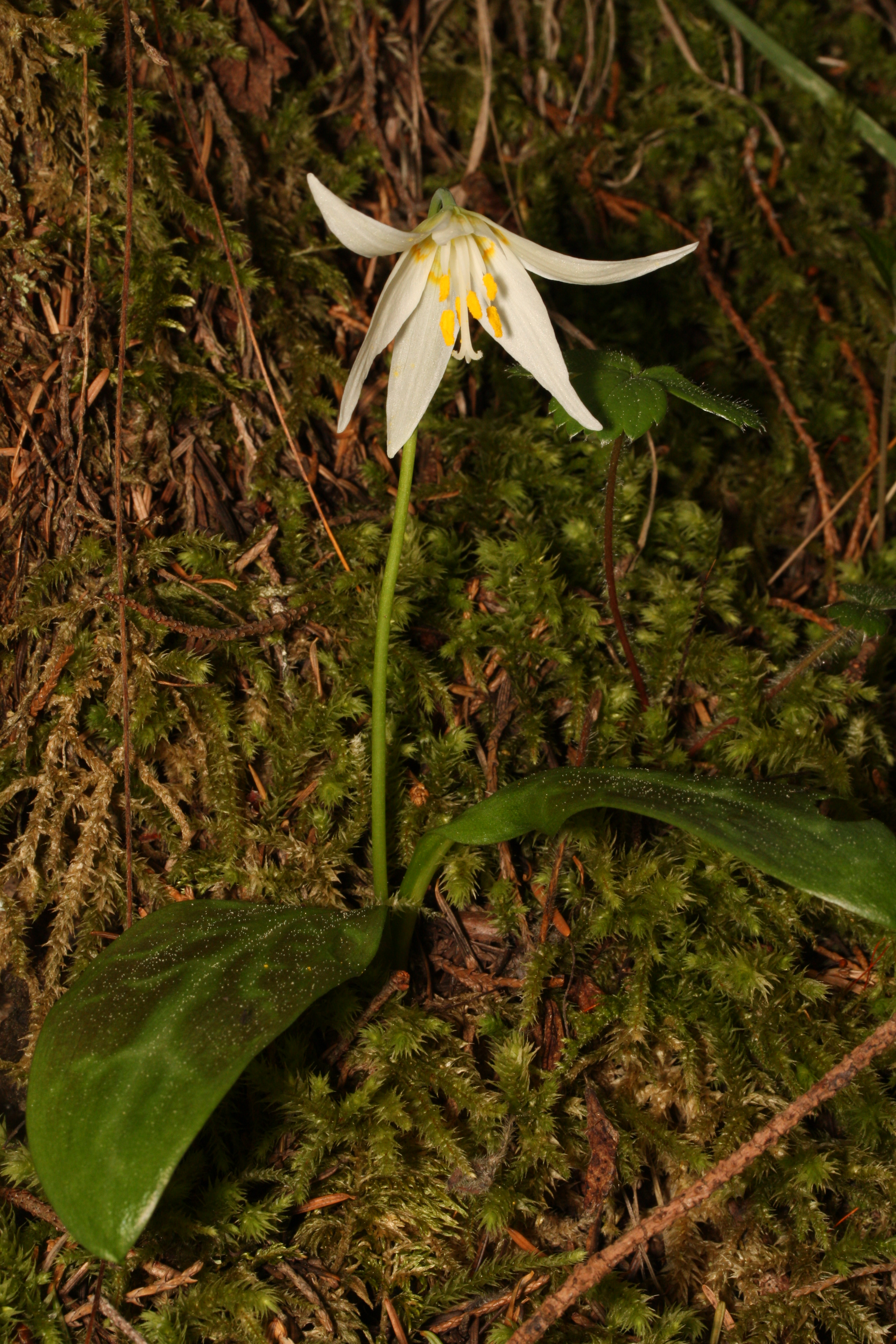
Erythronium oregonum
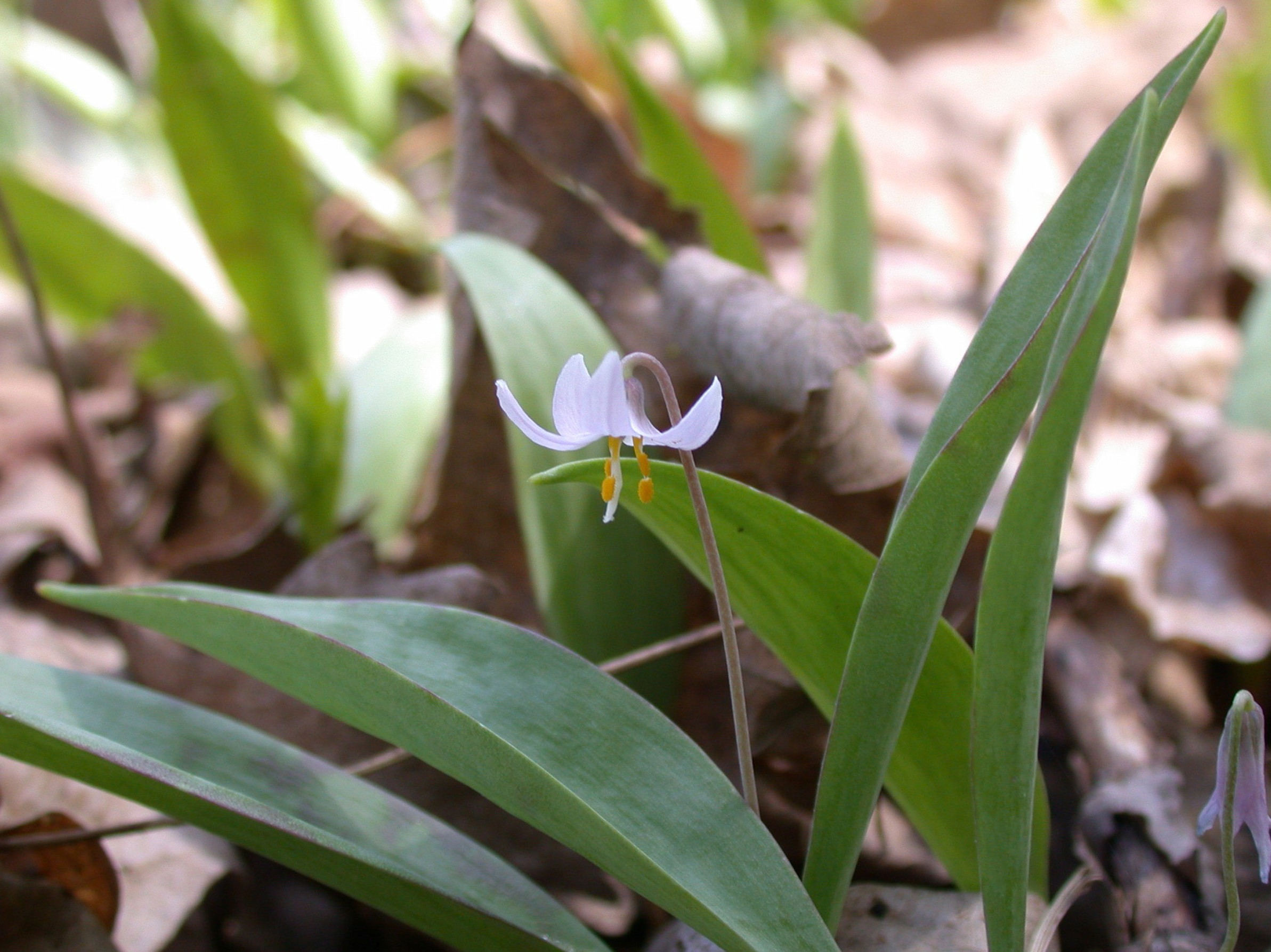
Erythronium propullans
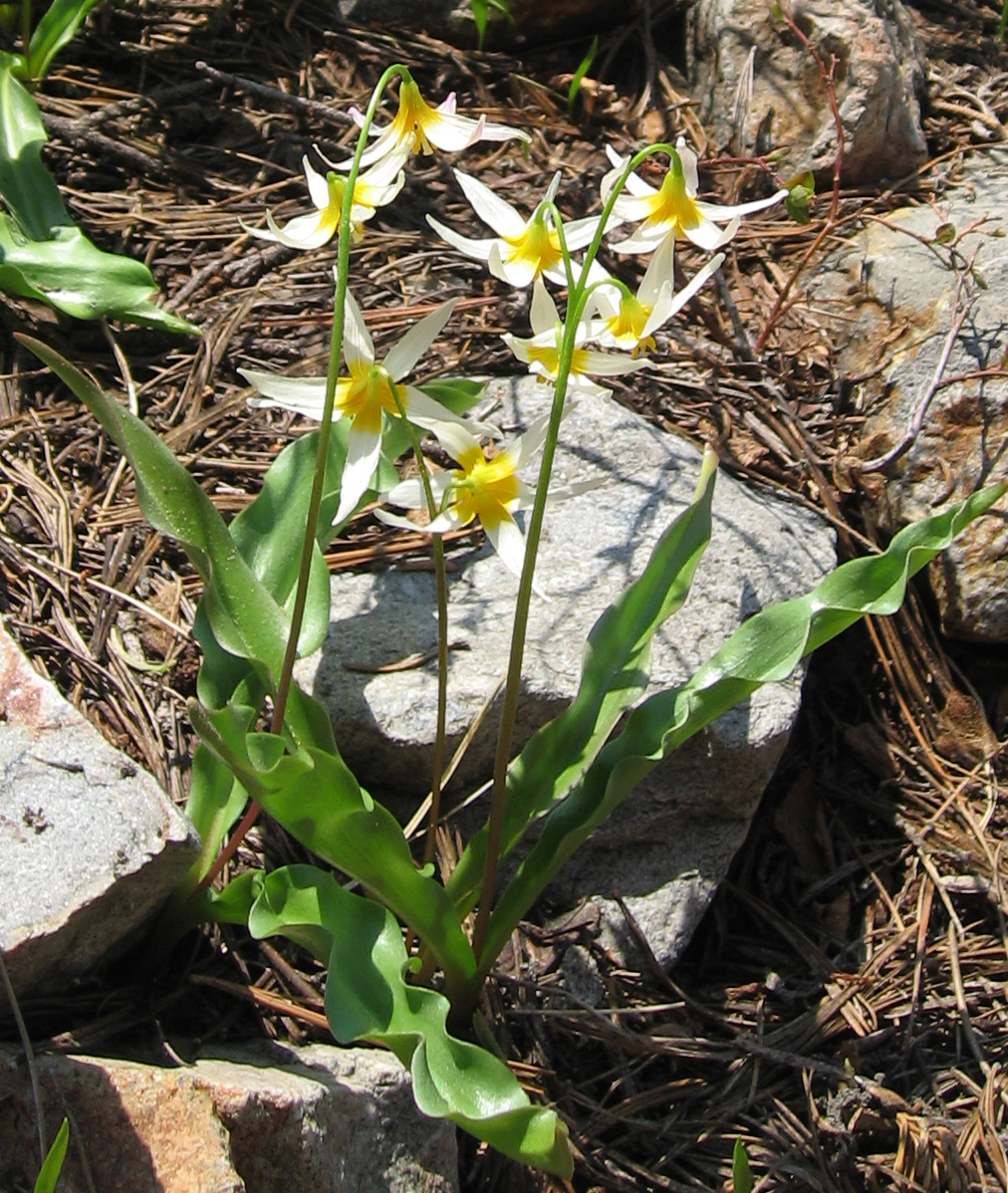
Erythronium purpurascens
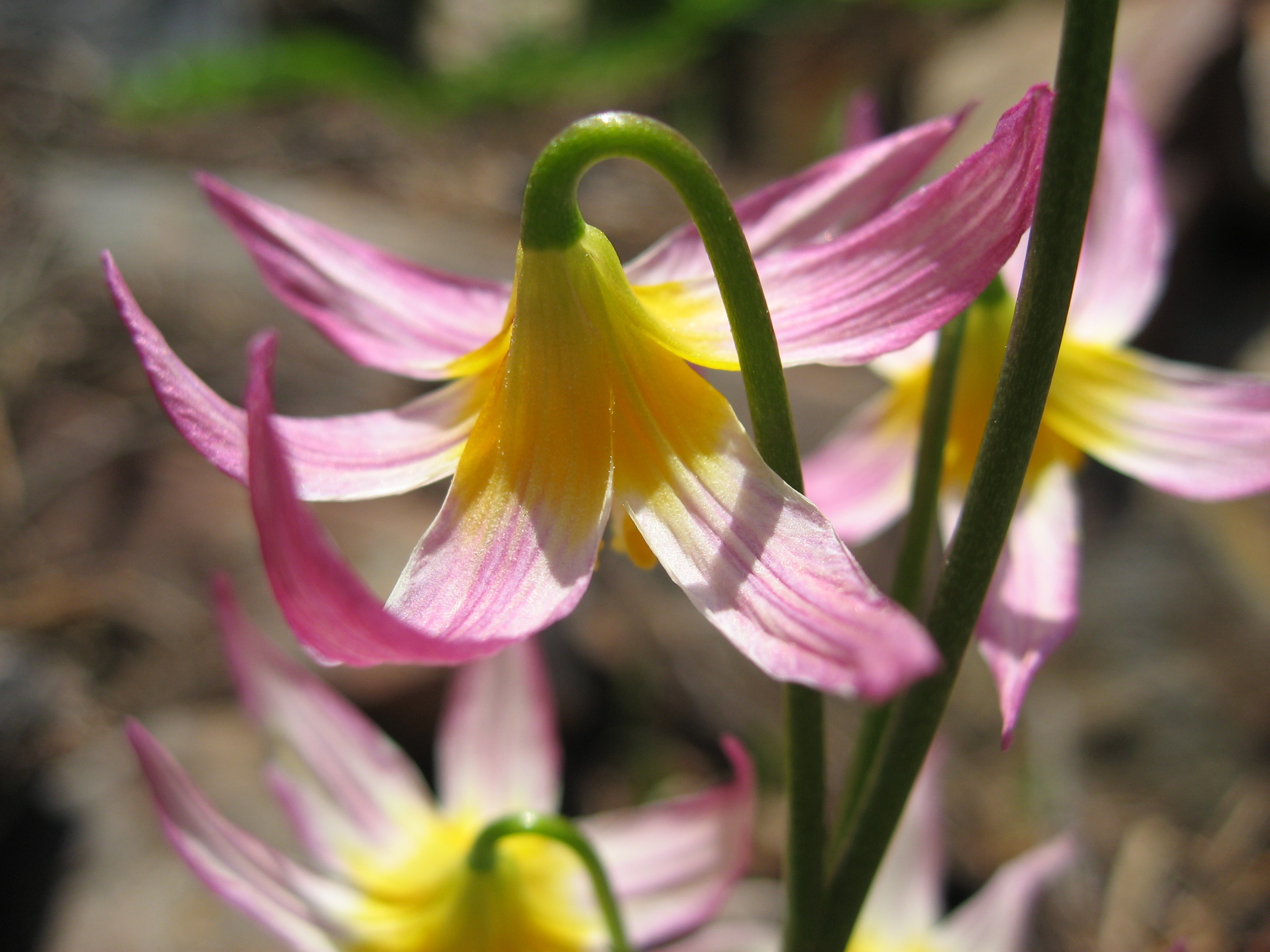
Erythronium purpurascens end of blooming
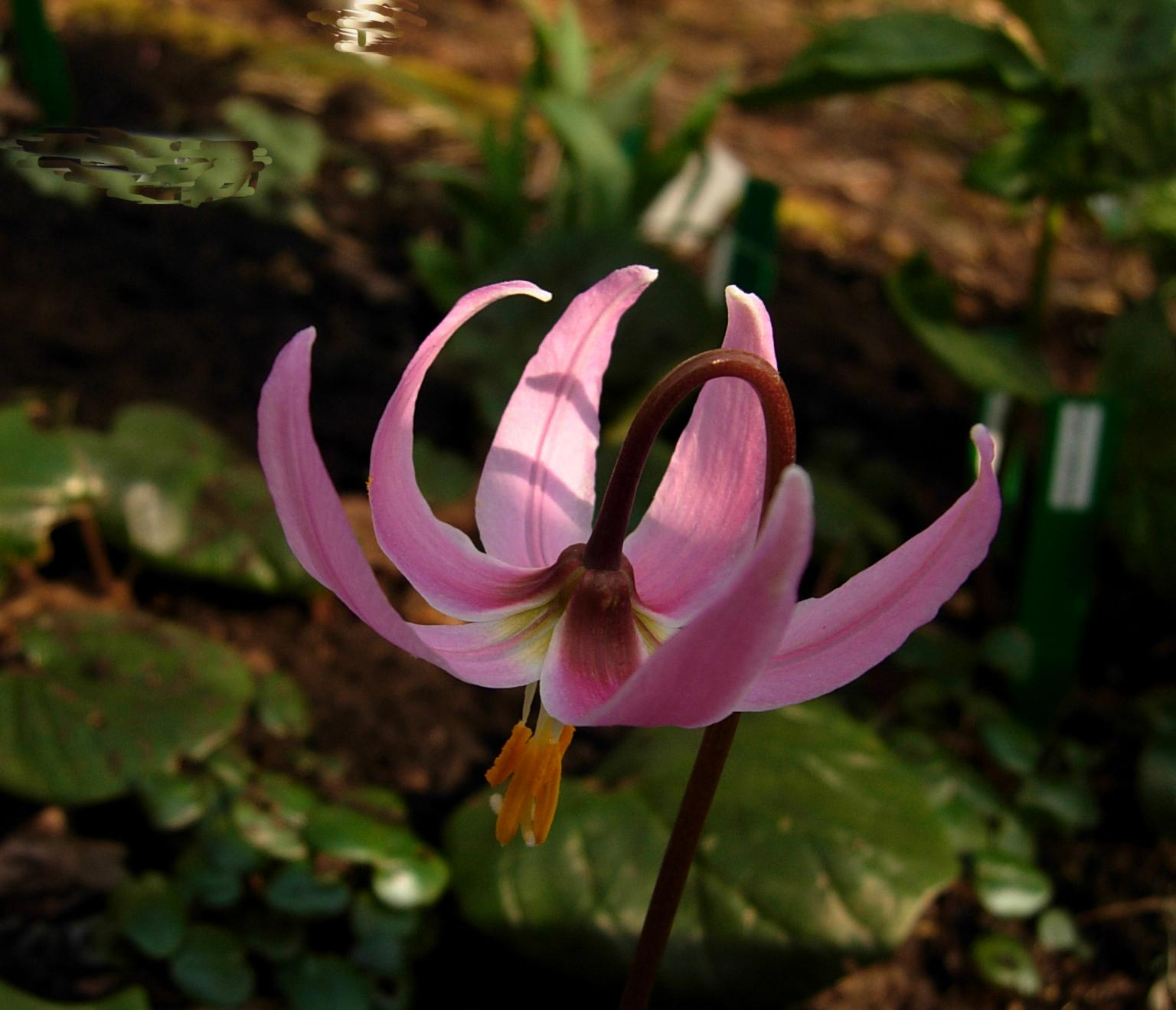
Erythronium revolutum
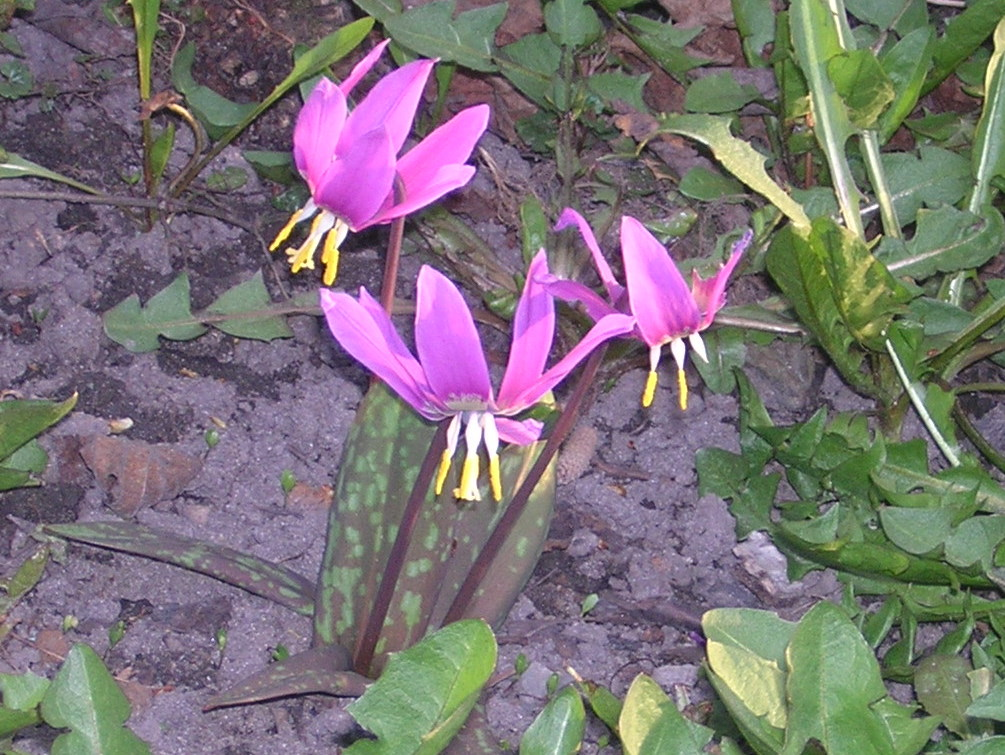
Erythronium sibiricum